# Luis María López Allué
Luis María López Allué (Barluenga, 1861-Huesca, 1928) fue un escritor, periodista y jurista español.

## Biografía
Nacido en la localidad oscense de Barluenga en 1861, se licenció en derecho civil y canónico por la Universidad de Zaragoza (1882). Desempeñó cargos políticos en la provincia de Huesca y, en palabras de Cejador y Frauca, «vivía entre baturros» cuando publicó Capuletos y Montescos (1900), una novela de costumbres aragonesas, según Cejador «la mejor regional de su tierra y en la que acaso no le sobrepuje Pereda más que en Sotileza. No puede pintarse mejor la vida interna de los pueblos chicos». Para José Luis Calvo Carilla se trataría, en cambio, de «una limitada idealización de la aldea caciquil, víctima de la corrupta Corte restauracionista».
A finales de la década de 1910 vivía retraído de las letras, desempeñándose como juez municipal de Huesca. En esta ciudad, de la que llegó a ser alcalde, fue director de El Diario, escribiendo poesías populares con el seudónimo «Juan del Triso». Según Cejador, López Allué habría sido «el autor regional más castizo y de más fibra artística que ha nacido en Aragón». Falleció en Huesca a finales de julio de 1928.

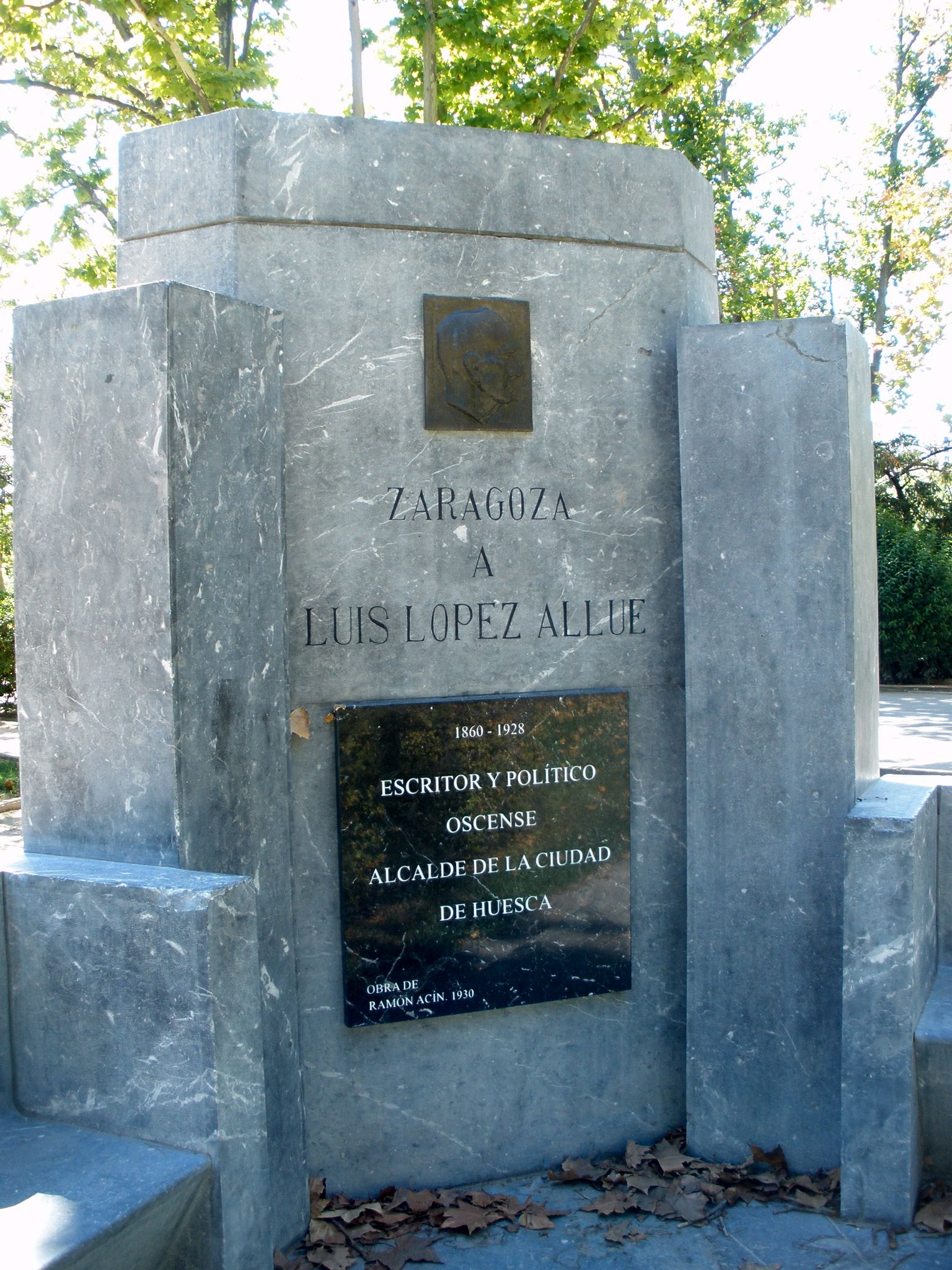
Monumento a Luis María López Allué en el Parque Grande José Antonio Labordeta de Zaragoza